# Combate a incêndios nos Jogos Olímpicos de Verão de 1900
Combate a incêndio foi um evento disputado nos Jogos Olímpicos de Verão de 1900 em Paris, França. Competições foram realizadas para bombeiros profissionais e voluntários.
Como todos os eventos realizados nos Jogos de 1900, o evento de combate a incêndio foi considerado parte da Exposição Universal de 1900. Os eventos de combate a incêndio não foram classificados como oficiais, embora o COI nunca tenha decidido quais eventos eram "olímpicos" e quais não eram. Não havia tal designação na época dos Jogos. O relatório americano dos Jogos de 1900, preparado por AG Spalding, dedica uma página inteira à competição, que foi vencida por Kansas City e "sua famosa empresa de motores e ganchos e escadas nº 1".

## Quadro de medalhas
| Event         | Ouro                       | Prata               | Bronze            |
| ------------- | -------------------------- | ------------------- | ----------------- |
| Voluntários   | Porto Portugal             | Leyton Grã-Bretanha | Budapeste Hungria |
| Profissionais | Kansas City Estados Unidos | Milão Itália        | nenhum            |